# Бірюкова Олександра Павлівна
Олександра Павлівна Бірюкова (Ачкасова) (нар. 25 лютого 1929, село Руська Журавка, тепер Верхньомамонського району Воронезької області, Росія — 20 лютого 2008, місто Москва) — радянська державна діячка, секретар і заступник голови ВЦРПС, секретар ЦК КПРС, заступник голови Ради міністрів СРСР. Кандидат у члени ЦК КПРС у 1971—1976 роках. Член ЦК КПРС у 1976—1990 роках. Кандидат у члени Політбюро ЦК КПРС з 30 вересня 1988 по 14 липня 1990 року. Депутат Верховної Ради СРСР 11-го скликання.

## Життєпис
Народилася в селянській родині Павла Ачкасова. У 1947 році поступила до Воронезького авіаційного інституту, але навчання покинула через відсутність гуртожитку.
У 1947—1952 роках — студентка хіміко-технологічного факультету Московського текстильного інституту.
У 1952—1954 роках — майстер, у 1954—1959 роках — заступник начальника, начальник цеху 1-ї Московської ситценабивної фабрики.
Член КПРС з 1956 року.
У 1959—1961 роках — головний спеціаліст технічного відділу, у 1961—1963 роках — начальник виробничого відділу Управління текстильної і трикотажної промисловості Московської міської Ради народного господарствва.
У 1963—1968 роках — головний інженер Московського бавовняного комбінату «Трьохгірна мануфактура» імені Дзержинського".
У жовтні 1968 — травні 1985 року — секретар Всесоюзної центральної ради професійних спілок (ВЦРПС).
У травні 1985 — березні 1986 року — заступник голови Всесоюзної центральної ради професійних спілок (ВЦРПС).
6 березня 1986 — 30 вересня 1988 року — секретар ЦК КПРС.
1 жовтня 1988 — 17 вересня 1990 року — заступник голови Ради міністрів СРСР — голова Бюро Ради міністрів СРСР із соціального розвитку.
З вересня 1990 року — персональний пенсіонер союзного значення в Москві.
У 1991 році працювала у Всесоюзній раді ветеранів. З кінця 1991 по 2002 рік — старший інженер відділу маркетингу, директор з переспективного планування і зовнішньоекеномічної діяльності на «Трьохгірній мануфактурі» в Москві.
З 2002 року — на пенсії.
Померла 20 лютого 2008 року. Похована в Москві на Троєкуровському кладовищі

## Нагороди і звання
- орден Жовтневої Революції (29.06.1981)
- два ордени Трудового Червоного Прапора (26.11.1971, 13.04.1976)
- медалі